# Krong Pinang
Krong Pinang (em tailandês: กรงปินัง) é um distrito da província de Yala, no sul da Tailândia. É o menor distrito da província em área territorial.